# Istota dziurkowana tylna

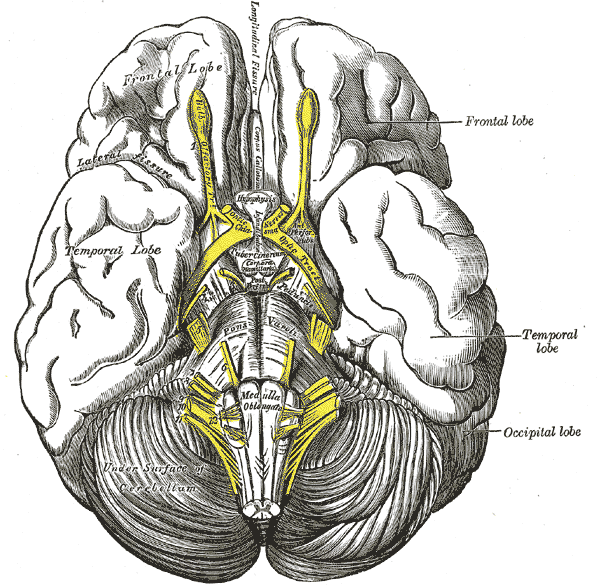
Istota dziurkowana tylna widoczna do tyłu od ciał suteczkowatych, przyśrodkowo od odnóg mózgu.

Istota dziurkowana tylna (łac. substantia perforata posterior) – w anatomii człowieka struktura znajdująca się w obrębie śródmózgowia. Leży w głębi dołu międzykonarowego przyjmując kształt trójkątnego lub czworobocznego pola. W płaszczyźnie pośrodkowej przedzielona jest bruzdą dzielącą ją na lewą i prawą połowę. Oddzielona jest od odnóg mózgu poprzez parzystą, biegnącą w dole międzykonarowym bruzdę przyśrodkową odnogi mózgu. W jej obrębie leży niewielkie jądro międzykonarowe.
Nazwa tej struktury bierze się od licznych naczyń, które przez nią przechodzą prowadząc unaczynienie do przedniej części wzgórza, podwzgórza, bocznej części trzeciej komory oraz gałki bladej. Są to niewielkie gałęzie przede wszystkim dwóch tętnic mózgowia: tętnicy tylnej mózgu i tętnicy łączącej tylnej.

## Dodatkowe ryciny

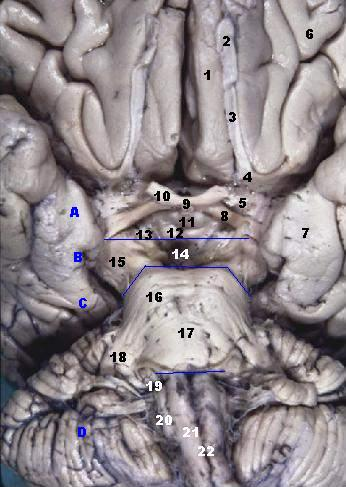
Widok pnia mózgu od przodu. Istota dziurkowana tylna oznaczona jako 13, dół międzykonarowy oznaczony jako 14.
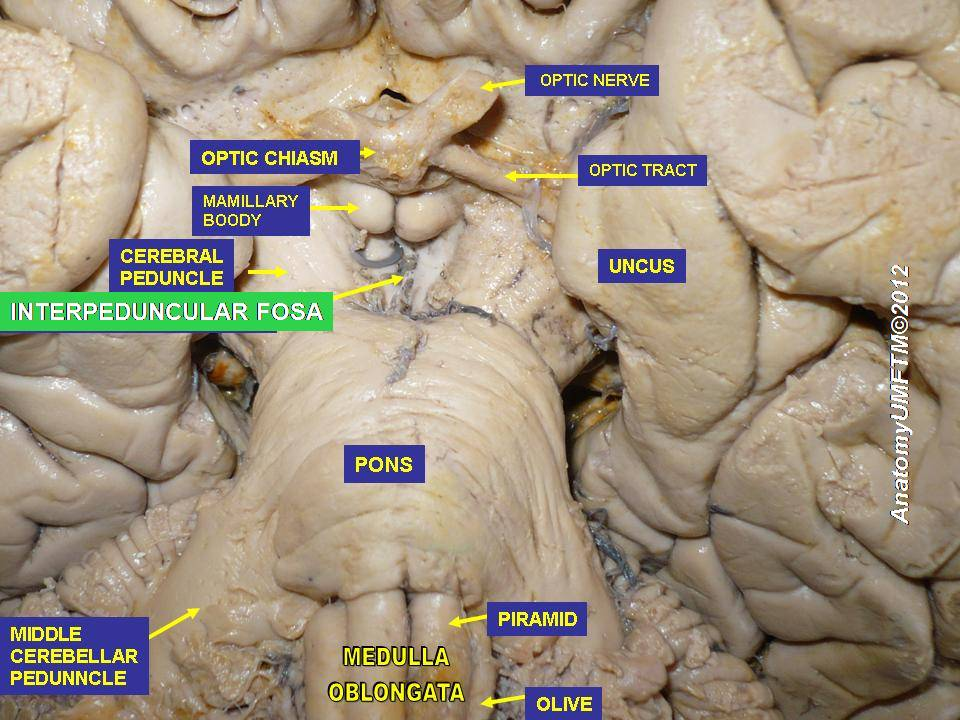
Widok części pnia mózgu od dołu i przodu. Dół międzykonarowy z widoczną istotą dziurkowaną tylną podpisany napisem na zielonym tle.